# Achilla
Achilla (in greco antico: Ἀχιλλᾶς?, Achillȃs, in latino Achillas; ... – novembre/dicembre 48 a.C.) è stato un generale egizio, componente della corte di Tolomeo XIII, re d'Egitto e fratello di Cleopatra. Il 29 settembre 48 a.C., uccise Gneo Pompeo Magno in fuga verso la Provincia d’Africa dopo la sconfitta di Farsalo.

## In Egitto
All'epoca della Guerra civile tra Cesare e Pompeo, l'Egitto era ancora un regno indipendente pur se con pesanti legami con Roma. Anche in Egitto si stava combattendo una guerra dinastica, che vedeva protagonisti Tolomeo XIII, la sorella Cleopatra, un'altra sorella Arsinoe e le relative corti.
L'esercito di Tolomeo XIII si trovava a Pelusio, una città del delta del Nilo, e stava affrontando le truppe di Cleopatra. L'arrivo di Pompeo, alla ricerca di aiuti per riprendere la lotta contro Cesare, non fu gradita dalla corte di Tolomeo.
In una situazione politica e militare incerta l'arrivo di Pompeo poteva portare l'inseguitore, Cesare, con le sue legioni al seguito. Bisogna inoltre ricordare che Roma riteneva di possedere solide basi legali per il possesso dell'intero Egitto in base a un testamento che Lucio Cornelio Silla, allora dictator, aveva strappato al re Tolomeo XI. La presenza di legioni romane all'interno del Paese poteva determinare la perdita dell'indipendenza.
La decisione della corte del tredicenne Tolomeo XIII, guidata dall'eunuco Potino potente ministro, Teodoto di Chio aio e consigliere e Achilla comandante dell'esercito, fu di uccidere il transfuga nell'ovvio tentativo di ingraziarsi il vincitore. Secondo quanto riportano gli storici antichi la triste decisione fu presa su pressione di Teodoto, retore e precettore del giovane re egiziano.

## L'assassinio di Pompeo

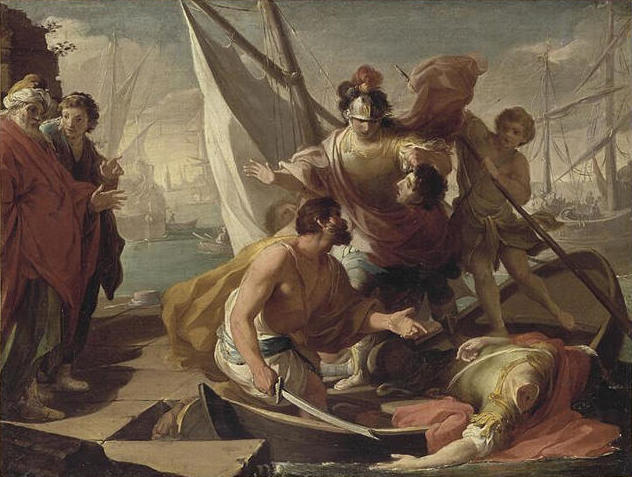
Anonimo, La morte di Pompeo, XVIII sec., Digione, Museo nazionale Magnin

Quali che fossero le motivazioni per questa decisione nei riguardi di Pompeo, i componenti della corte
(Gaio Giulio Cesare, De bello civili, III, 104, Rizzoli, Milano, 2004. a cura di M. Bruno.)
Lucio Settimio era conosciuto da Pompeo perché era stato centurione dello stesso Pompeo nella guerra contro i pirati nel 67 a.C. Salutati cordialmente dai messi e conoscendo Settimio, Pompeo
(Ibid.)

## L'attacco ad Alessandria

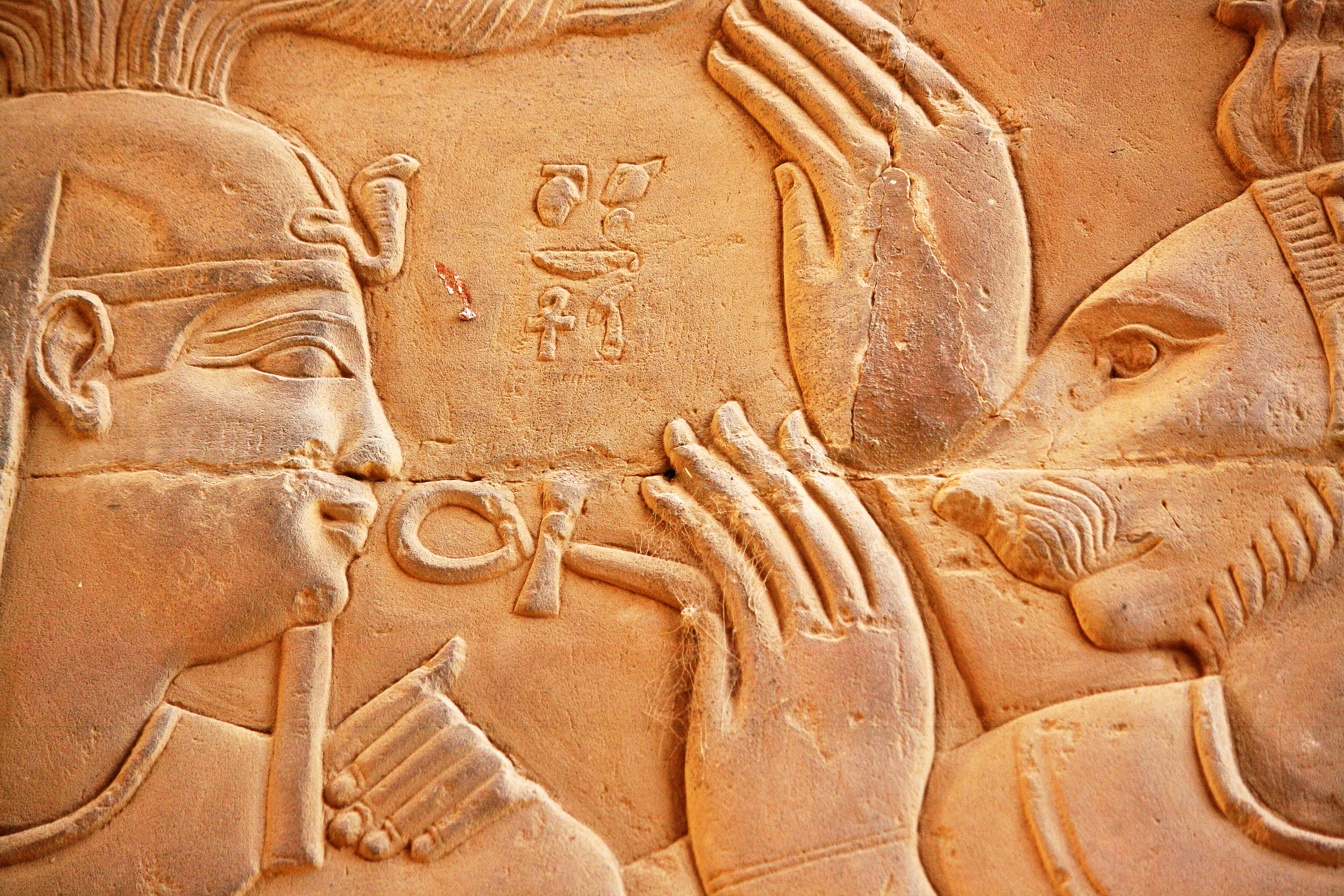
Rilievo di Tolomeo XIII con Iside.

Dopo l'assassinio Achilla rientrò alla corte di Tolomeo XIII, ritornò all'esercito del re, stanziato a Pelusio, e per qualche tempo non compì gesta degne di nota. Cesare arrivò ad Alessandria nell'ottobre dello stesso anno con due legioni a ranghi ridotti e ottocento cavalieri e, anche se accolto con tumulti popolari, si inserì nella politica interna dell'Egitto. Propose che i due pretendenti al trono sciogliessero i loro eserciti e risolvessero le contese con la sua mediazione. La proposta non piacque alla corte di Tolomeo e in particolare a Potino. Costui
(Ibid., 108)
Secondo Plutarco Lo spostamento dell'esercito fu deciso durante un pranzo per celebrare la riconciliazione dei fratelli. Potino e Achilla avrebbero tramato un attentato a Cesare. Sventata l'insidia Potino fu messo a morte e Achilla fuggì a Pelusio per prendere il comando dell'esercito. Si noti che secondo Cesare, Potino fu ucciso in un momento successivo (V. infra)

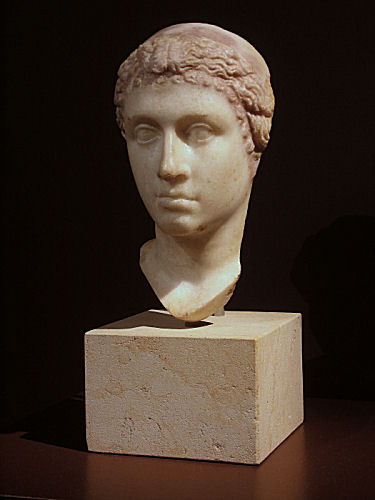
Busto di Cleopatra (Altes Museum, Berlino)

Ad ogni modo Achilla entrò in diretto contrasto con Cesare. Mentre questi studiava il caso dell'attribuzione del potere in Egitto in relazione ai testamenti redatti dai re precedenti, Achilla guidò l'esercito verso Alessandria. Cesare, per cercare di comprendere le intenzioni del generale egiziano, gli inviò come ambasciatori Dioscoride e Serapione, due alessandrini di grande importanza alla corte di Tolomeo, padre del giovane re, e che conoscevano Roma.
Senza nemmeno attendere che esprimessero le loro domande, Achilla fece uccidere i due sfortunati ambasciatori, rendendo comunque chiare le sue intenzioni. Secondo Cesare, Achilla comandava un esercito di non disprezzabili dimensioni e valore:
(Ibid., 110)
Il generale egiziano entrò nella capitale e riuscì a controllare quasi tutta la città costringendo Cesare a difendersi entro una parte relativamente limitata. Oltre alla città Achilla assalì il porto, l'unica via di approvvigionamento di Cesare che attendeva vettovaglie e legioni dall'Asia, e contestualmente attaccò anche il palazzo reale dove Cesare si era asserragliato con Cleopatra e dove teneva sotto controllo il giovane re.
Viste le difficoltà di Cesare, anche la sorella di Tolomeo, Arsinoe, si alleò con Achilla isolando politicamente Cleopatra. Potino, da corte, mandava messi ad Achilla per esortarlo a resistere. Costoro furono però scoperti e catturati e Potino fu fatto giustiziare da Cesare.
L'alleanza con Arsinoe non fu propizia ad Achilla. Il generale e la pretendente al trono si scontrarono per la supremazia e il generale perì su ordine della principessa..
Dopo aspri combattimenti Cesare riuscì a fermare i nemici, Tolomeo XIII riuscì a sfuggire al controllo romano e ingaggiò la battaglia decisiva del 27 marzo 47 a.C. Plutarco narra che
(Plutarco, Cesare, 49, BUR, Milano, 1987. trad., D. Magnino)

## NelGiulio Cesaredi Händel
Nell'opera Giulio Cesare del compositore tedesco Georg Friedrich Händel il cui libretto fu scritto da Nicola Francesco Haym, ad Achilla viene affidata una parte di primaria importanza nel dramma di Pompeo. È il generale egiziano che presenta a Cesare la testa del rivale (secondo Plutarco il gesto è di Teodoto). e nel contempo conosce Cornelia e Sesto, la vedova e il figlio di Pompeo. Achilla si innamora della donna e spinge il re Tolomeo a vendicarsi di Cesare che non aveva gradito il dono della testa mozzata promettendo vendetta in cambio della donna; ma anche il re si invaghisce di Cornelia... Ecco pochi esemplificativi versi cantati dallo stesso Achilla:
sta legato il mio cor.

Se all'amor mio

giri sereno il ciglio

e i talami concedi,

sarà la madre in libertà col figlio.»
(Nicola Francesco Haym, Giulio Cesare in Egitto, Atto II, scena 11)